# Tony Roma's
Tony Roma's is een oorspronkelijk Amerikaans restaurantketen gespecialiseerd in verschillende soorten ribben.
Het eerste Tony Roma's restaurant werd geopend in 1972 in North Miami door Tony Roma. Er zijn nu meer dan 150 Tony Roma's verdeeld over 31 verschillende landen. De slogan van Tony Roma's is "Legendary for Ribs, Famous for so much more" ("Legendarisch om ribben, beroemd om zoveel meer").
Bij verschillende vestigingen van Tony Roma's is het mogelijk naast te dineren ook af te halen. De originele barbecuesaus van Tony Roma's zijn ook in verschillende supermarkten te koop.

## Landen met Tony Roma's-vestiging(en)
| - Aruba - Australië - Bahrein - Bangladesh - Brazilië - Canada - Chili - Costa Rica - Curaçao - Dominicaanse Republiek - Duitsland - El Salvador | - Filipijnen - Guam - Guatemala - Indonesië - Ierland - Japan - Maleisië - Mexico - Noordelijke Marianen - Panama | - Peru - Puerto Rico - Singapore - Spanje - Thailand - Venezuela - Verenigd Koninkrijk - Verenigde Arabische Emiraten - Verenigde Staten |
| --- | --- | --- |